# Tving, Karlskrona kommun
Tving är en tätort i Karlskrona kommun, kyrkby i Tvings socken i Blekinge. 

## Befolkningsutveckling
| Befolkningsutvecklingen i Tving 1960–2020 | Befolkningsutvecklingen i Tving 1960–2020 | Befolkningsutvecklingen i Tving 1960–2020 | Befolkningsutvecklingen i Tving 1960–2020 | Befolkningsutvecklingen i Tving 1960–2020 |
| ----------------------------------------- | ----------------------------------------- | ----------------------------------------- | ----------------------------------------- | ----------------------------------------- |
|                                           |                                           |                                           |                                           |                                           |
| År                                        |                                           |                                           | Folkmängd                                 | Areal (ha)                                |
| 1960                                      | 1960                                      |                                           | 308                                       |                                           |
| 1965                                      | 1965                                      |                                           | 311                                       |                                           |
| 1970                                      | 1970                                      |                                           | 363                                       |                                           |
| 1975                                      | 1975                                      |                                           | 463                                       |                                           |
| 1980                                      | 1980                                      |                                           | 513                                       |                                           |
| 1990                                      | 1990                                      |                                           | 520                                       | 102                                       |
| 1995                                      | 1995                                      |                                           | 528                                       | 103                                       |
| 2000                                      | 2000                                      |                                           | 494                                       | 103                                       |
| 2005                                      | 2005                                      |                                           | 477                                       | 103                                       |
| 2010                                      | 2010                                      |                                           | 459                                       | 102                                       |
| 2015                                      | 2015                                      |                                           | 548                                       | 170                                       |
| 2020                                      | 2020                                      |                                           | 533                                       | 169                                       |
|                                           |                                           |                                           |                                           |                                           |